# Gerbillus famulus
Espèce
Statut de conservation UICN

 LC  : Préoccupation mineure
Gerbillus famulus ou Gerbillus (Hendecapleura) famulus est une espèce qui fait partie des rongeurs. C'est une gerbille de la famille des Muridés, endémique du Yémen.